# 織組織
織組織（おりそしき）とは、織物の互いに直交する経糸と緯糸が、上下に組み合わさって平面を形成しているこの経糸・緯糸の上がり下がりの規則のことをと言う。

## 一完全
無地の織物の場合、単一の織組織の繰り返しであるが、多くの場合、部分ごとに、違った織組織で織られ、柄となる。織組織は、通常、より小さな織組織の繰り返しである。その最小の単位を一完全（ひとかんぜん）と呼んでいる。
一完全は、三原組織（さんげんそしき）と呼ばれる基本組織、平組織、綾組織(ツイル、斜紋）、朱子（しゅす：繻子）やその組み合わせで作られることが多い。